# Binder (Baddeckenstedt)
Binder ist ein Dorf im Landkreis Wolfenbüttel, das zur Gemeinde Baddeckenstedt gehört. 2010 zählte es rund 200 Einwohner.

## Geographie
Das Dorf liegt westlich von Baddeckenstedt und ist von der B 6, der A 7 und der A 39 umgeben, auch die Gleise der Bahnstrecke Hildesheim–Goslar sind nahe.

## Geschichte
Im 12. Jahrhundert war Binder ein Lehen vom Stift Gandersheim. Die Kapelle gehörte zur Kirche Holle. Gutsbesitzer war hier wie in Lechstedt und Bockenem das Geschlecht Linde. 1340 übertrug das Kloster Derneburg ihm das Patronat über die Kapelle Holle. In der Schlacht bei Sievershausen starb das Geschlecht Linde aus. Daraufhin übertrug Heinrich II. das Gut an das Geschlecht Stopler, da Dr. Stopler sein Kanzler war. Dadurch kam auch das Patronat über die Kirche Binder an das Geschlecht Stopler, das auch bei Dannhausen Zehntrechte hatte. Das Geschlecht Stopler erlosch 1816, so dass die Rechte an die Klosterkammer Hannover kamen. Durch Tausch wurde dann Ernst Friedrich Herbert zu Münster Gutsherr. Durch Verkäufe kam das Gut schließlich an das Geschlecht Alten.
Dem Landkreis Wolfenbüttel gehört Binder seit 1941 an, bis dahin gehörte es zum Landkreis Marienburg (Hannover).
Am 1. März 1974 wurde Binder in die Gemeinde Baddeckenstedt eingegliedert.

## Religion
Die Kirche Binder gehört heute zu einem Pfarrverband zusammen mit Westerlinde bei Burgdorf, Osterlinde und Wartjenstedt bei Baddeckenstedt. Dieser Pfarrverband gehört zur Propstei Salzgitter-Lebenstedt in der Evangelisch-lutherischen Landeskirche in Braunschweig; bis 1942 gehörte Binder zur evangelisch-lutherischen Landeskirche Hannovers.
Katholische Bewohner gehören zur Pfarrgemeinde St. Hubertus Wohldenberg, Dekanat Alfeld-Detfurth.

## Sehenswürdigkeiten und Kultur
Sehenswert sind das große, ehemals zu Derneburg gehörende Rittergut Binder mit seinen großen Scheunen des 19. Jahrhunderts und einem Herrenhaus aus der Renaissancezeit sowie die 1615 errichtete, evangelisch-lutherische Dorfkirche.
Der Sportverein Binder hat sich mit Wartjenstedt und Rhene bei Baddeckenstedt zusammengeschlossen.